# 帕利斯
帕利斯（法語：Palisse，法語發音：[palis]）是法国科雷兹省的一个市镇，位于该省东北部，属于于塞勒区。

## 地理
帕利斯（45°25'8"N, 2°12'22"E）面积32.89 平方千米，位于法国新阿基坦大区科雷兹省，该省份为法国中南部省份，北起上维埃纳省和克勒兹省，西接多爾多涅省，南至洛特省，东临多姆山省和康塔爾省。
与帕利斯接壤的市镇（或旧市镇、城区）包括：希拉克贝勒维、孔布勒索勒、达尔内、下拉马济耶尔、讷维克、圣昂热勒、瓦列尔格。

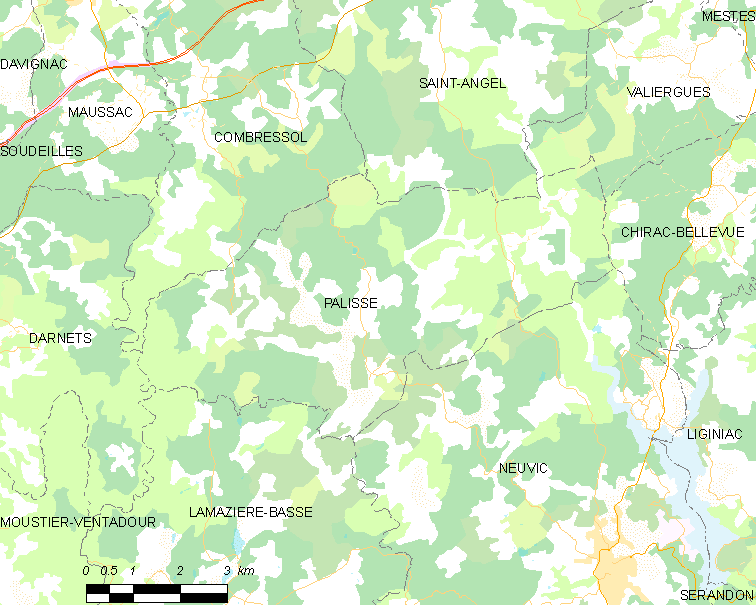
帕利斯的OSM定位图

帕利斯的时区为UTC+01:00、UTC+02:00（夏令时）。

## 行政
帕利斯的邮政编码为19160，INSEE市镇编码为19157。

## 政治
帕利斯所属的省级选区为上多尔多涅县。

## 人口

1962-2008年间帕利斯人口变化图示

帕利斯于2022年1月1日时的人口数量为220人。